# Jackson King V
A Jackson King V egy V testformájú elektromos gitár, melyet az amerikai Jackson Guitars készít a Gibson Flying V nyomán; hasonló a Jackson Randy Rhoads modellhez. A King V modell eredetileg az amerikai glam metál együttes, a Ratt gitárosának Robbin Crosbynak készült, aki az 1980-as évek folyamán népszerűsítette a gitárt.
A Megadeth frontembere, Dave Mustaine is gyakran használta a King V gitárt. Mustaine tiszteletére 1985-ben a Jackson cég saját signature modellt dobott piacra a King V-ből, mely hamar az egyik legjobb eladásokat produkáló termékévé vált a Jacksonnak. A sikersorozat folytatódott, mikor a 2000-es évek elején piacra került az Y2KV modellváltozat, mely sokak szerint a Gibson Flying V méltó ellenfele, sőt bizonyos tekintetben túl is szárnyalja azt.